# إنسا دونغ

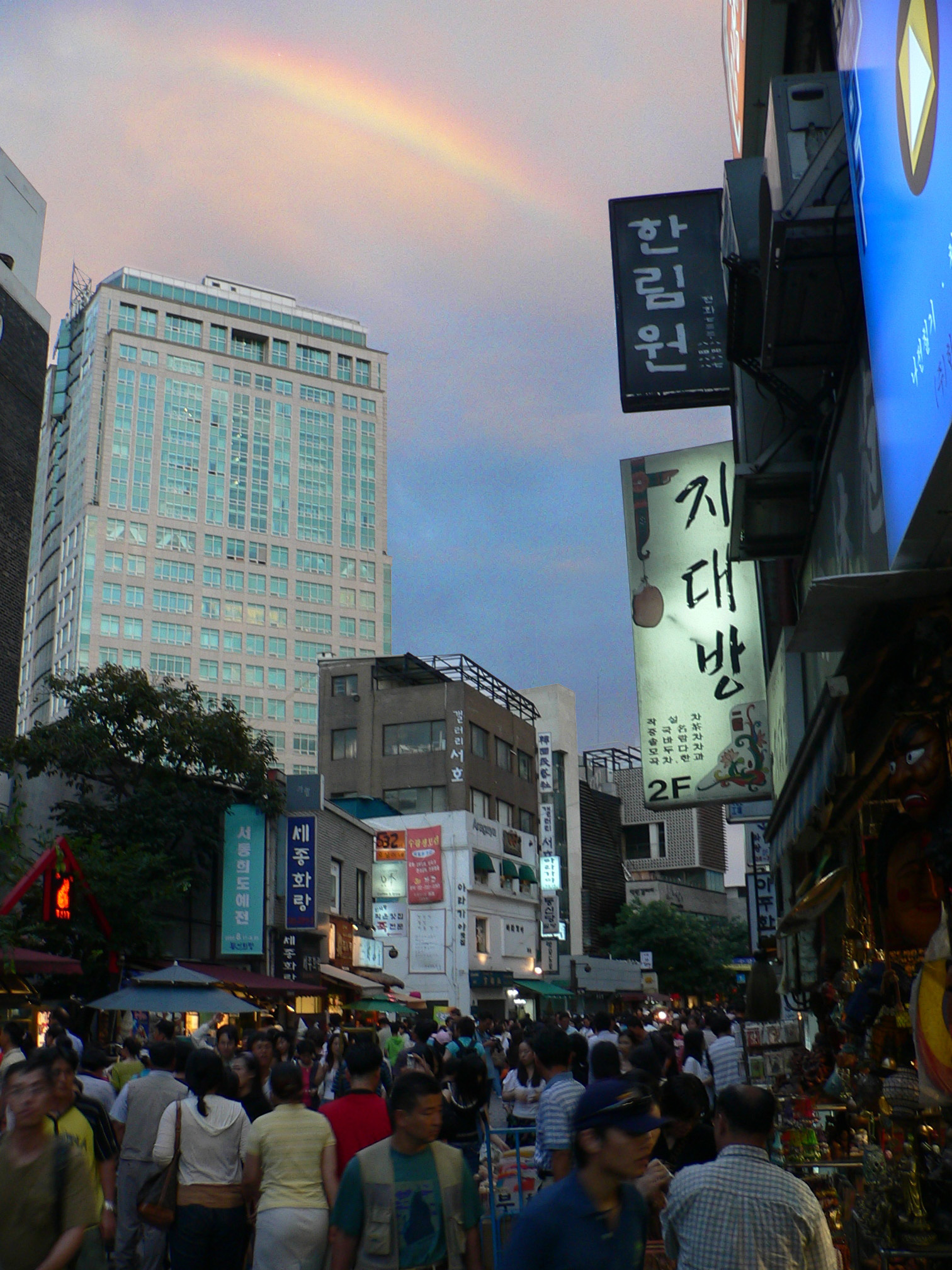
الحي دائما ممتلئ بالسياح

إنسادونغ حي بمنطقة جونغنو بعاصمة كوريا الجنوبية سيول، الشارع الرئيسي هو إنسادينغ -جيل، وتربطه العديد من الأزقة بعمق المنطقة.
إنسادونغ كانت قبل 600 سنة قلب الأمة والمصدر الاقتصادي الأول في العاصمة سيول، والرمز الثقافي الأول منذ عهد أسرة جونسون (1392 - 1910)، وكانت كذلك مقر وزارة الثقافة والفنون قبل أن تتحول لمنطقة جونغو 2، إنسادونغ عبارة عن أزقة مرتبطة فيما بينها وتعتبر المكان المفضل للتسوق عند أغلب السياح.
و أكثر من أربعين في المئة من محلات هذا الحي تميل لبيع التحف القيمة التي لن تجدها في باقي أماكن كوريا الجنوبية، إضافة لوجود محلات لبيع الكتب القديمة والخطوط الكورية، والصور السياحية، الخزف، الخشب الثمين ,المجوهرات وهناك أيضا مجموعة متنوعة من المواد الخزفية الراجعة لعصر سيلا، والفخار الأبيض من عهد جونسون، ويزور إنسادونغ سياح من جنسيات مختلفة، الصين، الولايات المتحدة الأمريكية، فرنسا، اليابان والعديد من الجنسيات يزورونها على مدار السنة على الرغم من أنها تكون في أوج شعبيتها في فصلي الربيع والخريف.

## وصلات خارجية
[وصلة مكسورة]